# Marcello Staglieno (storico)
Il marchese Marcello Staglieno (Genova, 1829 – Genova, 1909) è stato uno storico italiano.

## Biografia
Di famiglia aristocratica e patrizia, è stato studioso, in particolare, della storia di Genova, sua città natale, e ha fatto parte di una cerchia di studiosi di storia patria - fra cui Luigi Tommaso Belgrano, Federigo Alizeri e Achille Neri - attivi nel capoluogo ligure nel XIX secolo.
Alle sue ricerche storiche è attribuita l'individuazione di quella che è stata la casa di Cristoforo Colombo a Genova, situata in Vico Dritto Ponticello, al piano di Sant'Andrea.
A lui è intitolata una strada nel quartiere della Foce.

## Proverbi
Staglieno è noto anche per un libro, pubblicato nel 1869, sui Proverbi genovesi con i correspondenti in Latino ed in diversi dialetti d'Italia. Il testo approfondisce le radici della cultura di Liguria attraverso detti popolari affiancati da una traduzione in lingua latina e integrati, in taluni casi, da corrispettivi in altri dialetti italiani.
Forte di oltre seicentocinquanta proverbi, il libro non aveva a detta del suo autore alcuna pretesa di esaustività e di esso - sebbene in passato sia stata spesso criticata la grafia non sempre ortodossa del dialetto genovese adoperato - è stata ripubblicata un'anastatica nel 1976 dall'editore Forni in Bologna, quindi nel 1979 è comparsa una versione rivista e aggiornata da un altro studioso di cose liguri, Aidano Schmuckher, autore di numerosi libri sulla storia, il costume e la cucina ligure.
La più recente edizione, con il titolo Proverbi Genovesi con i corrispondenti in latino, a cura di Goffredo Feretto, è stata pubblicata a Genova nell'aprile 2006.

## Opere su Cristoforo Colombo
Staglieno è apprezzato soprattutto come uno tra i più seri studiosi di Cristoforo Colombo (come anche si evince dalle numerose citazioni dedicategli da Paolo Emilio Taviani, Cristoforo Colombo. La Genesi della Grande Scoperta, 2 voll., Novara, Istituto Geografico De Agostini, 1974). Fra il 1887 e il 1893 ha pubblicato, con adeguati commenti critici, una serie di documenti su Colombo e sulla sua famiglia, reperiti nell'Archivio di Stato in Genova. Alcuni di questi sono risultati fondamentali (assieme al cosiddetto documento Assereto, pubblicato nel 1904 dal ricercatore e storico Ugo Assereto) per stabilire la data di nascita del grande navigatore, tra il 26 agosto e il 30 ottobre 1451, proprio in Genova (cfr, in proposito, il sito: www.somoprimos.com).
Fra le sue pubblicazioni più note su Colombo si ricordano qui, innanzi tutto, due raccolte: 
- Il Codice dei privilegi di Cristoforo Colombo: edito secondo i manoscritti di Genova, di Parigi e di Providence, a cura di Luigi Tommaso Belgrano e Marcello Staglieno, in Raccolta di Documenti e studi pubblicati dalla Reale Commissione Colombiana pel quarto centenario dalla scoperta dell'America, 2-2, Roma, Ministero della Pubblica Istruzione, 1894.
- Documenti relativi a Cristoforo Colombo e alla sua famiglia raccolti da Luigi Tommaso Belgrano e Marcello Staglieno, in Raccolta di Documenti e studi pubblicati dalla Reale Commissione Colombiana pel quarto centenario dalla scoperta dell'America, Roma, Ministero della Pubblica Istruzione, 1896.

Sempre su Colombo ha inoltre pubblicato, in Genova presso la Reale Tipografia de' Sordo-Muti:
- Il Borgo di S. Stefano ai tempi di Colombo e le case di Domenico Colombo, 1881
- La porta di Sant'Andrea, 1882
- Sulla casa abitata da Domenico Colombo in Genova, 1885
- Due nuovi documenti intorno alla famiglia di Cristoforo Colombo, 1885
- Alcuni nuovi documenti intorno a Cristoforo Colombo ed alla sua famiglia, 1887
- Tre nuovi documenti sopra Cristoforo Colombo e suo padre, 1888
- Antonio Gallo e la famiglia di Cristoforo Colombo, 1890
- Sui più recenti documenti scoperti intorno alla famiglia di Cristoforo Colombo, 1893
- La casa di Colombo - Siendo yo nacido en Genova, 1926 (postumo).

## Altre opere
Apprezzato autore di saggi sulla storia genovese, nel 1885 Staglieno dette alle stampe, presso l'editore R. I. Sordo Muti, gli Atti nuziali di una figlia del Conte di Carmagnola. È del 1897 il suo scritto di Appunti e documenti intorno al Conte Luigi Corvetto.
Fra le sue altre pubblicazioni più conosciute si ricordano qui:
- Memorie e documenti sull'Accademia Ligustica di Belle Arti, 1862
- Le donne nell'antica società genovese, 1879
- Lo storico Giov. Francesco Doria e le sue relazioni con L.A. Muratori, 1884
- Notizie sulla nobiltà genovese, 1890 (vedi Famiglie genovesi)
- Dell'abuso dei titoli nobiliari in Genova e fra i Genovesi, 1907